# سوبیز
سوبیس (انگلیسی: Sobeys) شرکت خرده‌فروشی کانادایی است، که در سال ۱۹۰۷ تأسیس شد.